# Wilfried Pommerien
Wilfried Pommerien (* 1954) ist ein deutscher Arzt und Hochschullehrer.

## Leben
Pommerien ist Chefarzt der Abteilung Gastroenterologie/Diabetologie des Zentrums für Innere Medizin II des Städtischen Klinikums Brandenburg und war Ärztlicher Direktor des Krankenhauses. Vom 28. Oktober 2014 bis zum 31. Januar 2017 war Pommerien Prodekan für Studium und Lehre der unter anderem auf seine Initiative hin gegründeten Medizinischen Hochschule Brandenburg. An der Seite des Dekans Dieter Nürnberg und des Prodekans René Mantke war er Teil der dreiköpfigen Hochschulleitung. Weiterhin ist er Honorarprofessor am Fachbereich Informatik und Medien der Technischen Hochschule Brandenburg.

## Schriften
- Bedeutung von Beziehungsmustern und Krankheitseinstellungen bei stationär behandelten Patienten mit depressiven Syndromen. 1992.
- Mit Stefan Priebe: The Therapeutic System as Viewed by Depressive Inpatients and Outcome: An Expanded Study. In:  Family Process. Volume 31 (4) – Dec 1, 1992.
- Mit Petra Lenk: Intestinoskopie – Ballonenteroskopie. In: THIEMEs Endoskopieassistenz. Georg Thieme Verlag, 2009, ISBN 978-3-13-147891-7.
- Mit Eike Burmeister, Siegbert Faiss: Wie lerne ich Endosonografie? Empfehlungen zur Qualifikation im EUS. In: Kursbuch Endosonografie. Georg Thieme Verlag, 2009, ISBN 978-3-13-160331-9 sowie 2013, ISBN 978-3-13-175761-6.
- Ärztemangel in Kliniken – Existenzsicherung durch Personalakquise. In: Krankenhaus und Praxis. (2010), online abrufbar – zitiert in: Markus Volk: Analyse zur Verbesserung der medizinischen Versorgung auf dem Land mittels Simulationssoftware, mit Software-Beispiel „Medori“. 2012, ISBN 978-3-8428-3273-2.

## Auszeichnungen
- Felix Burda Award 2005 im Bereich Kommunikation für die von ihm organisierte Kampagne „Brandenburg gegen Darmkrebs“.[5]